# Associazione Calcio Hellas Verona 1966-1967

## Rosa
| N. |                   | Ruolo | Calciatore         |
| -- | ----------------- | ----- | ------------------ |
|    | Italia (bandiera) | P     | Sergio Bertola     |
|    | Italia (bandiera) | P     | Renato Piccoli     |
|    | Italia (bandiera) | D     | Roberto Bacchini   |
|    | Italia (bandiera) | D     | Umberto Depetrini  |
|    | Italia (bandiera) | D     | Luigi Maldera      |
|    | Italia (bandiera) | D     | Sergio Petrelli    |
|    | Italia (bandiera) | D     | Roberto Ranghino   |
|    | Italia (bandiera) | D     | Giancarlo Savoia   |
|    | Italia (bandiera) | D     | Francesco Scaratti |
|    | Italia (bandiera) | C     | Italo Bonatti      |

| N. |                    | Ruolo | Calciatore        |
| -- | ------------------ | ----- | ----------------- |
|    | Italia (bandiera)  | C     | Pilade Canuti     |
|    | Italia (bandiera)  | C     | Umberto Colombo   |
|    | Italia (bandiera)  | C     | Lucio Dell'Angelo |
|    | Italia (bandiera)  | C     | Luigi Marcolongo  |
|    | Italia (bandiera)  | C     | Giulio Sega       |
|    | Italia (bandiera)  | C     | Gianni Tanello    |
|    | Brasile (bandiera) | A     | Dino da Costa     |
|    | Italia (bandiera)  | A     | Lino Golin        |
|    | Italia (bandiera)  | A     | Sandro Joan       |
|    | Italia (bandiera)  | A     | Paolo Nuti        |

## Calciomercato

### Sessione estiva(fino al 5 luglio 1966)
| Acquisti | Acquisti          | Acquisti   | Acquisti                    |
| R.       | Nome              | da         | Modalità                    |
| -------- | ----------------- | ---------- | --------------------------- |
| P        | Sergio Bertola    | Cagliari   | definitivo                  |
| D        | Umberto Depetrini | Torino     | prestito                    |
| D        | Luigi Maldera     | Milan      | prestito                    |
| D        | Sergio Petrelli   | Juventus   | comproprietà                |
| C        | Umberto Colombo   | Atalanta   | definitivo                  |
| A        | Dino da Costa     | Juventus   | definitivo (15 milioni £)   |
| A        | Paolo Nuti        | Fiorentina | comproprietà (50 milioni £) |

| Cessioni | Cessioni           | Cessioni  | Cessioni      |
| R.       | Nome               | a         | Modalità      |
| -------- | ------------------ | --------- | ------------- |
| P        | Paolo Cimpiel      | Catanzaro | definitivo    |
| D        | Romano Di Bari     | -         | fine carriera |
| D        | Eraldo Mancin      | Venezia   | definitivo    |
| C        | Antonio Ghedini    | -         | fine carriera |
| C        | Pierluigi Zeno     | -         | fine carriera |
| A        | Adriano Maschietto | Pescara   | definitivo    |
| A        | Vittorio Tomiet    | Casertana | definitivo    |

### Sessione autunnale(31/10 al 10/11)
| Acquisti | Acquisti      | Acquisti | Acquisti   |
| R.       | Nome          | da       | Modalità   |
| -------- | ------------- | -------- | ---------- |
| C        | Pilade Canuti | Atalanta | definitivo |

| Cessioni | Cessioni          | Cessioni      | Cessioni   |
| R.       | Nome              | a             | Modalità   |
| -------- | ----------------- | ------------- | ---------- |
| D        | Pietro Cappellino | Castor Torino | definitivo |
| C        | Lucio Dell'Angelo | Atalanta      | definitivo |

## Risultati

### Serie B

#### Girone di andata
| Arbitro: | Torelli (Milano) |

|  |           |                      |
|  | Marcatori | 65’, 83’ Francesconi |

| Arbitro: | Branzoni (Pavia) |

|                        |           |  |
| Mazzei 52’ Ferrari 63’ | Marcatori |  |

| Verona 25 settembre 1966, ore 15:00 CET 3ª giornata | Verona           | 0 – 0 | Palermo | Stadio Marcantonio Bentegodi (4 360 spett.)\| Arbitro: \| Canova (Bologna) \| |
| Arbitro:                                            | Canova (Bologna) |       |         |                                                                               |

| Arbitro: | Gussoni (tradate) |

|              |           |              |
| da Costa 59’ | Marcatori | 42’ Pasquina |

| Arbitro: | Piantoni (Terni) |

|                          |           |          |
| Bui 7’, 81’ Rossetti 46’ | Marcatori | 87’ Nuti |

| Arbitro: | Picasso (Chiavari) |

|                      |           |  |
| Baisi 18’ Artico 74’ | Marcatori |  |

| Verona 23 ottobre 1966, ore 14:30 CET 7ª giornata | Verona          | 0 – 0 | Varese | Stadio Marcantonio Bentegodi (6 000 spett.)\| Arbitro: \| Acernese (Roma) \| |
| Arbitro:                                          | Acernese (Roma) |       |        |                                                                              |

| Reggio Emilia 30 ottobre 1966, ore 14:30 CET 8ª giornata | Reggiana       | 0 – 0 | Verona | Stadio Mirabello (7 000 spett.)\| Arbitro: \| Monti (Ancona) \| |
| Arbitro:                                                 | Monti (Ancona) |       |        |                                                                 |

| Arbitro: | Giola (Pisa) |

|              |           |  |
| da Costa 82’ | Marcatori |  |

| Arbitro: | Gussoni (Tradate) |

|               |           |            |
| Locatelli 77’ | Marcatori | 2’ Bonatti |

| Verona 20 novembre 1966, ore 14:30 CET 11ª giornata | Verona                  | 0 – 0 | Salernitana | Stadio Marcantonio Bentegodi (5 000 spett.)\| Arbitro: \| Caligaris (Alessandria) \| |
| Arbitro:                                            | Caligaris (Alessandria) |       |             |                                                                                      |

| Arbitro: | Gonella (Torino) |

|                         |           |              |
| Canuti 26’ da Costa 71’ | Marcatori | 45’ Ferrario |

| Arbitro: | Marengo (Chiavari) |

|                            |           |  |
| Calloni 53’ Mascheroni 84’ | Marcatori |  |

| Verona 18 dicembre 1966, ore 14:30 CET 14ª giornata | Verona            | 0 – 0 | Padova | Stadio Marcantonio Bentegodi (6 800 spett.)\| Arbitro: \| Orlando (Bergamo) \| |
| Arbitro:                                            | Orlando (Bergamo) |       |        |                                                                                |

| Arbitro: | Schinetti (Brescia) |

|                                            |           |           |
| Merighi 46’ (rig.) Console 71’ Rognoni 74’ | Marcatori | 79’ Golin |

| Arbitro: | Lattanzi (Roma) |

|                                                    |           |                  |
| Canuti 22’ Sega 31’ da Costa 38’, 68’ Petrelli 70’ | Marcatori | 16’ (rig.) Prati |

| Arbitro: | Carminati (Milano) |

|                  |           |  |
| Pesce 72’ (rig.) | Marcatori |  |

| Arbitro: | Camozzi (Ascoli Piceno) |

|            |           |  |
| Canuti 43’ | Marcatori |  |

| Livorno 22 gennaio 1967, ore 14:30 CET 19ª giornata | Livorno           | 0 – 0 | Verona | Stadio Comunale (8 000 spett.)\| Arbitro: \| Orlando (Bergamo) \| |
| Arbitro:                                            | Orlando (Bergamo) |       |        |                                                                   |

#### Girone di ritorno
| Arbitro: | Vacchini (Milano) |

|                      |           |          |
| Francesconi 30’, 41’ | Marcatori | 61’ Sega |

| Arbitro: | Di Tonno (Lecce) |

|          |           |             |
| Sega 25’ | Marcatori | 71’ Novelli |

| Arbitro: | Vacchini (Milano) |

|                       |           |          |
| Bercellino 45’ (rig.) | Marcatori | 89’ Joan |

| Arbitro: | Pieroni (Roma) |

|  |           |                               |
|  | Marcatori | 42’ Bonatti 61’ (rig.) Savoia |

| Verona 5 marzo 1967, ore 15:00 CET 24ª giornata | Verona           | 0 – 0 | Catanzaro | Stadio Marcantonio Bentegodi (8 450 spett.)\| Arbitro: \| Piantoni (Terni) \| |
| Arbitro:                                        | Piantoni (Terni) |       |           |                                                                               |

| Arbitro: | Marengo (Chiavari) |

|              |           |  |
| Sega 7’, 53’ | Marcatori |  |

| Arbitro: | Vitullo (Roma) |

|                            |           |           |
| Renna 5’, 53’ Leonardi 28’ | Marcatori | 21’ Golin |

| Arbitro: | Vacchini (Milano) |

|  |           |            |
|  | Marcatori | 1’ Volpato |

| Arbitro: | Piantoni (Terni) |

|               |           |                   |
| Veneranda 74’ | Marcatori | 35’ (rig.) Savoia |

| Arbitro: | Orlando (Bergamo) |

|          |           |  |
| Nuti 18’ | Marcatori |  |

| Arbitro: | D'Agostini (Roma) |

|  |           |              |
|  | Marcatori | 38’ Scaratti |

| Arbitro: | Pieroni (Roma) |

|                                |           |  |
| Florio 81’ Ferrario 90’ (rig.) | Marcatori |  |

| Arbitro: | Palazzo (Palermo) |

|          |           |  |
| Nuti 39’ | Marcatori |  |

| Arbitro: | D'Agostini (Roma) |

|                             |           |              |
| Quintavalle 30’ Novelli 55’ | Marcatori | 39’ Petrelli |

| Arbitro: | Gussoni (Tradate) |

|                    |           |  |
| Golin 29’ Nuti 53’ | Marcatori |  |

| Arbitro: | Sbardella (Roma) |

|  |           |                  |
|  | Marcatori | 56’ (aut.) Pozzi |

| Arbitro: | Caligaris (Alessandria) |

|  |           |                       |
|  | Marcatori | 87’ Villa 88’ Bonetti |

| Arbitro: | Monti (Ancona) |

|                      |           |              |
| Braida 41’ Galli 75’ | Marcatori | 80’ Petrelli |

| Arbitro: | Sbardella (Roma) |

|                                 |           |  |
| Savoia 2’ Sega 57’ Scaratti 89’ | Marcatori |  |

### Coppa Italia

#### Primo turno
| Arbitro: | Picasso (Chiavari) |

|                   |           |  |
| Vasini 68’ (aut.) | Marcatori |  |

| Arbitro: | Schinetti (Brescia) |

|                   |           |  |
| Crippa 34’ (rig.) | Marcatori |  |

## Statistiche

### Statistiche di squadra
| Competizione | Punti | In casa | In casa | In casa | In casa | In casa | In casa | In trasferta | In trasferta | In trasferta | In trasferta | In trasferta | In trasferta | Totale | Totale | Totale | Totale | Totale | Totale | D.R. |
| Competizione | Punti | G       | V       | N       | P       | Gf      | Gs      | G            | V            | N            | P            | Gf           | Gs           | G      | V      | N      | P      | Gf     | Gs     | D.R. |
| ------------ | ----- | ------- | ------- | ------- | ------- | ------- | ------- | ------------ | ------------ | ------------ | ------------ | ------------ | ------------ | ------ | ------ | ------ | ------ | ------ | ------ | ---- |
| Serie B      | 36    | 19      | 9       | 7       | 3       | 20      | 9       | 19           | 3            | 5            | 11           | 13           | 27           | 38     | 12     | 12     | 14     | 33     | 36     | -3   |
| Coppa Italia | -     | 1       | 1       | 0       | 0       | 1       | 0       | 1            | 0            | 0            | 1            | 0            | 1            | 2      | 1      | 0      | 1      | 1      | 1      | 0    |
| Totale       | 36    | 20      | 10      | 7       | 3       | 21      | 9       | 20           | 3            | 5            | 12           | 13           | 28           | 40     | 13     | 12     | 15     | 34     | 37     | -3   |

### Andamento in campionato
| Giornata  | 1  | 2  | 3  | 4  | 5  | 6  | 7  | 8  | 9  | 10 | 11 | 12 | 13 | 14 | 15 | 16 | 17 | 18 | 19 | 20 | 21 | 22 | 23 | 24 | 25 | 26 | 27 | 28 | 29 | 30 | 31 | 32 | 33 | 34 | 35 | 36 | 37 | 38 |
| --------- | -- | -- | -- | -- | -- | -- | -- | -- | -- | -- | -- | -- | -- | -- | -- | -- | -- | -- | -- | -- | -- | -- | -- | -- | -- | -- | -- | -- | -- | -- | -- | -- | -- | -- | -- | -- | -- | -- |
| Luogo     | C  | T  | C  | C  | T  | T  | C  | T  | C  | T  | C  | C  | T  | C  | T  | C  | T  | C  | T  | T  | C  | T  | T  | C  | C  | T  | C  | T  | C  | T  | T  | C  | T  | C  | T  | C  | T  | C  |
| Risultato | P  | P  | N  | N  | P  | P  | N  | N  | V  | N  | N  | V  | P  | N  | P  | V  | P  | V  | N  | P  | N  | N  | V  | N  | V  | P  | P  | N  | V  | V  | P  | V  | P  | V  | V  | P  | P  | V  |
| Posizione | 20 | 20 | 19 | 18 | 19 | 20 | 19 | 20 | 18 | 16 | 18 | 17 | 18 | 17 | 17 | 17 | 18 | 17 | 17 | 18 | 18 | 18 | 15 | 15 | 13 | 16 | 16 | 17 | 16 | 16 | 17 | 14 | 15 | 12 | 10 | 13 | 16 | 13 |

Legenda:

Luogo: C = Casa; T = Trasferta. Risultato: V = Vittoria; N = Pareggio; P = Sconfitta.

### Statistiche dei giocatori
Sono in corsivo i calciatori che hanno lasciato la società a stagione in corso.
| Giocatore      | Serie B  | Serie B | Coppa Italia | Coppa Italia | Totale   | Totale |
| Giocatore      | Presenze | Reti    | Presenze     | Reti         | Presenze | Reti   |
| -------------- | -------- | ------- | ------------ | ------------ | -------- | ------ |
| R. Bacchini    | 5        | 0       | 1            | 0            | 6        | 0      |
| S. Bertola     | 36       | -32     | 1            | 0            | 37       | -32    |
| I. Bonatti     | 22       | 2       | 2            | 0            | 24       | 2      |
| P. Canuti      | 13       | 3       | -            | -            | 13       | 3      |
| U. Colombo     | 4        | 0       | 1            | 0            | 5        | 0      |
| D. da Costa    | 31       | 5       | 2            | 0            | 33       | 5      |
| L. Dell'Angelo | 7        | 0       | 2            | 0            | 9        | 0      |
| U. Depetrini   | 27       | 0       | -            | -            | 27       | 0      |
| L. Golin       | 38       | 3       | 2            | 0            | 40       | 3      |
| S. Joan        | 17       | 1       | 1            | 0            | 18       | 1      |
| L. Maldera     | 17       | 0       | 1            | 0            | 18       | 0      |
| L. Marcolongo  | 2        | 0       | 1            | 0            | 3        | 0      |
| P. Nuti        | 17       | 4       | 1            | 0            | 18       | 4      |
| S. Petrelli    | 31       | 3       | 1            | 0            | 32       | 3      |
| R. Piccoli     | 2        | -4      | 1            | -1           | 3        | -5     |
| R. Ranghino    | 32       | 0       | 2            | 0            | 34       | 0      |
| G. Savoia      | 37       | 3       | 2            | 0            | 39       | 3      |
| F. Scaratti    | 18       | 2       | 1            | 0            | 19       | 2      |
| G. Sega        | 30       | 6       | -            | -            | 30       | 6      |
| G. Tanello     | 32       | 0       | 1            | 0            | 33       | 0      |